# 国际信息学奥林匹克竞赛中国队选拔赛
国际信息学奥林匹克竞赛中国队选拔赛（IOI China Team Selection Competition，IOI CTSC，又简写为 CTSC，2019年改名为CTS），是中国计算机学会（CCF）主办的信息学奥林匹克系列竞赛之一，于每年5月份举行，中国计算机学会主办，清华大学、北京大学、北京航天航空大学、中国人民大学轮流承办，旨在选拔出代表中华人民共和国国家队参加国际信息学奥林匹克竞赛的选手。同时还会同期同地举办全国信息学奥林匹克精英赛（NOI Top Competition）。

## 规则

### 参赛资格与获奖名额
CTSC正式参赛选手为获得上一届全国信息学奥林匹克（NOI）一等奖前50名的选手，也称国家集训队队员，但已获得IOI金牌的选手不再参加CTSC。每届CTSC决出4名优胜选手入选中华人民共和国国家队参加IOI。

### 比赛形式
比赛分两阶段进行。首先参赛选手要参加2天的选拔赛（选拔赛技术规则同NOI），主要考察选手的计算机编程解决问题的能力，并结合冬令营成绩和表现、平时成绩、集训队论文成绩，加权计算出每个选手的总分数。位居前6名的选手进入面试答辩环节。CCF科学委员会委员根据其表现和平时成绩打分，最终决出4名优胜选手。

### 规则变动
主条目：NOI系列赛规则的变化
- 2011年起，国家集训队队员增至60人。[9]
- 2012年2月28日，国家集训队人数不变，但是分配方式产生变化。[10]